# John Locke

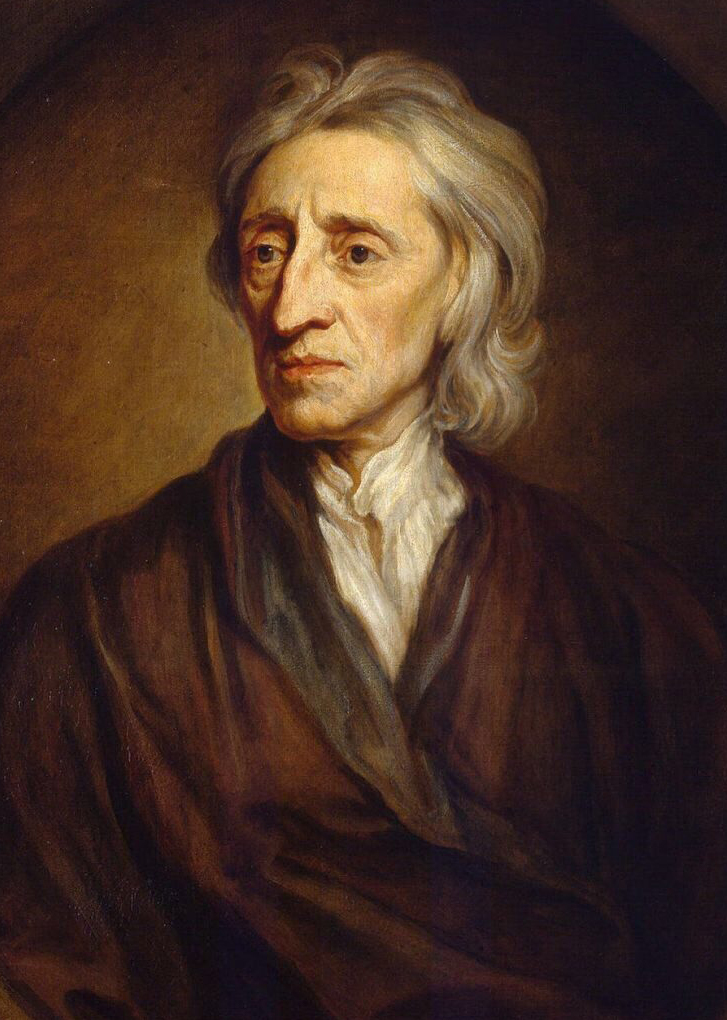
John Locke (Porträt von Godfrey Kneller, 1697)

John Locke [dʒɒn lɒk] (* 29. Augustjul. / 8. September 1632greg. in Wrington bei Bristol; † 28. Oktoberjul. / 8. November 1704greg. in Oates, Epping Forest, Essex) war ein englischer Arzt sowie einflussreicher Philosoph und Vordenker der Aufklärung.
Locke gilt allgemein als Vater des Liberalismus. Er ist zusammen mit Newton und Hume der Hauptvertreter des britischen Empirismus und war der Auffassung, dass alle Erkenntnis allein auf Erfahrung beruhe. Des Weiteren ist er neben Thomas Hobbes (1588–1679) und Jean-Jacques Rousseau (1712–1778) einer der bedeutendsten Vertragstheoretiker im frühen Zeitalter der Aufklärung.
Seine politische Philosophie beeinflusste die Unabhängigkeitserklärung der Vereinigten Staaten, die Verfassung der Vereinigten Staaten, die Verfassung des revolutionären Frankreichs und über diesen Weg die meisten Verfassungen liberaler Staaten maßgeblich. In seinem Werk Two Treatises of Government argumentiert Locke, dass eine Regierung nur legitim ist, wenn sie die Zustimmung der Regierten besitzt und die Naturrechte Leben, Freiheit und Eigentum beschützt. Wenn diese Bedingungen nicht erfüllt sind, haben die Untertanen ein Recht auf Widerstand gegen die Regierenden.

## Leben

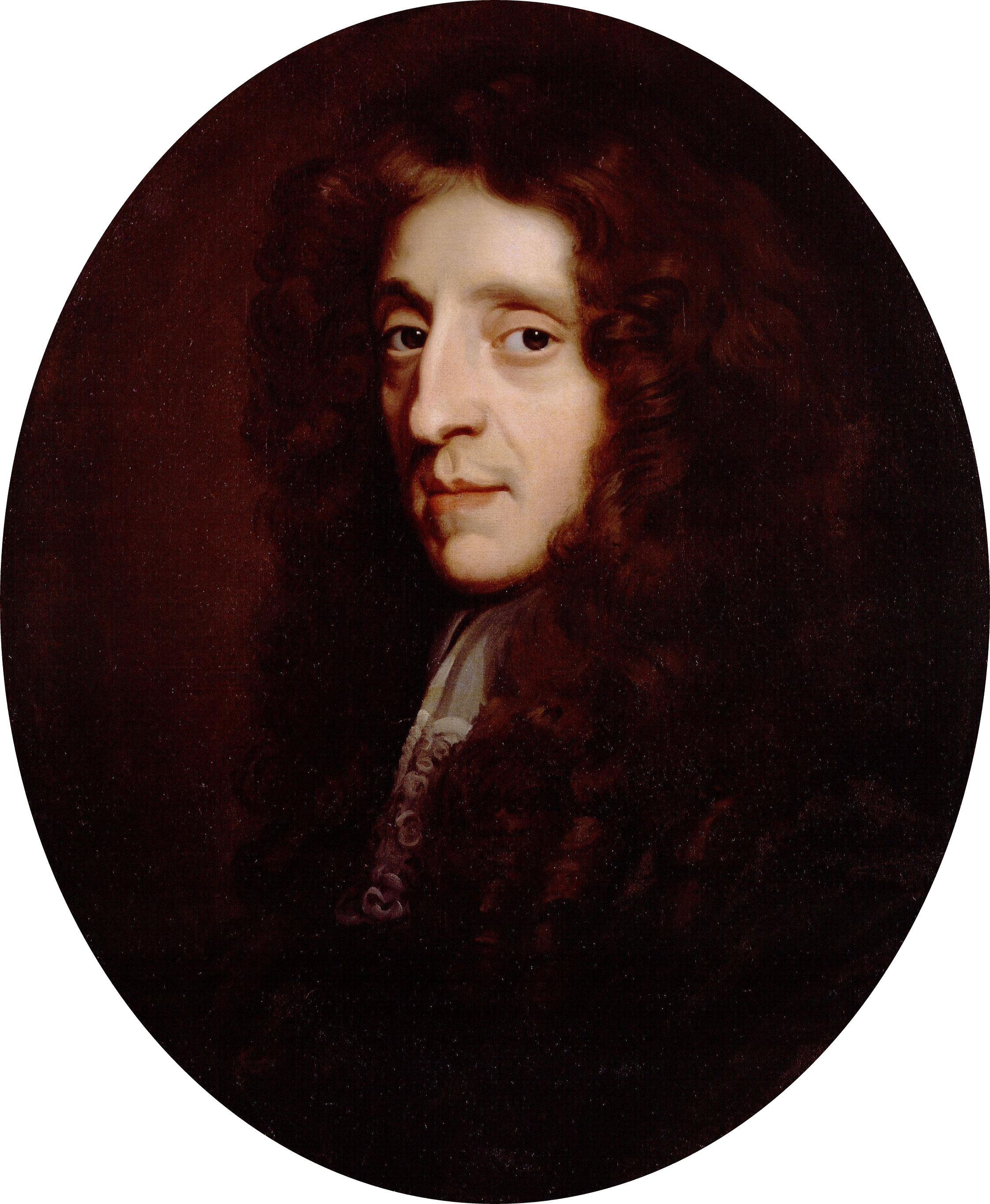
John Locke (Porträt von John Greenhill, vor 1676)

Locke wurde als Sohn eines Gerichtsbeamten in der Grafschaft Somerset geboren. Er entstammte einer relativ wohlhabenden Familie. Sein Großvater Nicholas Locke hatte als Tuchverleger ein kleineres Vermögen und Landbesitz angesammelt, von dem die Familie leben konnte. Sein Vater stand im Englischen Bürgerkrieg als Offizier auf der Seite des Parlaments. Die Lockes genossen Protektion durch die Familie der Pophams, die mit John Popham (1531–1602) einen Speaker des House of Commons und mit Alexander Popham (1595–1669) ein langjähriges Mitglied des Unterhauses hervorgebracht hatten. So war es John Locke 1647 möglich, die ehemals königliche Westminster School in der Londoner Innenstadt zu besuchen. Er konnte von dort die versammelte Menge hören, als die Puritaner König Karl I. am 30. Januar 1649 hinrichteten.
Locke erlangte ein Stipendium, das es ihm erlaubte, ab 1652 am College Christ Church der University of Oxford „klassische Wissenschaften“ zu studieren, was eine Schulung an Aristoteles und der Scholastik (Logik und Metaphysik) sowie die alten Sprachen Griechisch und Latein und die klassischen Autoren umfasste. 1656 verlieh ihm die Universität den Bachelor of Arts. Überlegungen, sein Studium abzubrechen und in eine Anwaltskanzlei einzutreten, gab er auf. Stattdessen legte er die Prüfung zum Master of Arts bereits zwei Trimester vor Ablauf der planmäßigen Studienzeit im Jahr 1658 ab. Danach wurde er als senior student Mitglied des Lehrkörpers und nahm seine Tätigkeit als Dozent auf. Er war ab 1660 Lecturer für Griechisch, dann Rhetorik (1662) und Ethik (1663 „Censor of Moral Philosophy“). Seine Karriere war damit für Oxford-Verhältnisse durchaus typisch.
Nachdem sein jüngerer Bruder schon in der Kindheit gestorben war, erbte John Locke nach dem frühen Tod seines Vaters 1661 etwas Land und einige Cottages, wodurch er finanziell unabhängig wurde. In der statusbasierten englischen Gesellschaft hatte er so den Rang eines Landbesitzers inne.
Bereits als Student hatte Locke, wie sich aus seinen Aufzeichnungen ergibt, Interesse an medizinischen Fragen und den neu aufkommenden empirischen Methoden gezeigt. So befasste er sich mit den Naturwissenschaften und hörte bei Richard Lower inoffiziell medizinische Vorlesungen. In dieser Zeit hatte er engeren Kontakt zu Robert Boyle und den experimentellen empirischen Methoden der Naturwissenschaften. Er interessierte sich besonders für die botanischen Aspekte der Medizin und erarbeitete sich bis 1675 einen Abschluss als Bachelor in Medizin in Oxford. Während der folgenden Jahre verfasste Locke einige Abhandlungen, die durchaus royalistisch gefärbt sind, jedoch auch den Standpunkt des klassischen Naturrechts vertreten. Diese wurden jedoch zu seinen Lebzeiten nie veröffentlicht. Seine Karriere stagnierte, sowohl akademisch als auch politisch konnte er zunächst keinen Gönner finden.
Im Jahr 1665 begleitete Locke als Sekretär für den Gesandten Sir Walter Vane zu Verhandlungen mit dem brandenburgischen Kurfürsten Friedrich Wilhelm in Kleve. Allerdings kehrte er im folgenden Jahr bereits nach Oxford zurück und wandte sich erneut der Medizin zu. Im selben Jahr traf er Sir Anthony Ashley Cooper, den späteren 1. Earl of Shaftesbury. Ashley Cooper war nach Oxford gekommen, um sich einer Therapie wegen einer Lebererkrankung zu unterziehen. Er war von Locke sehr beeindruckt und überredete ihn, sich bei ihm als Leibarzt anstellen zu lassen, obwohl er keine Approbation als Doktor der Medizin besaß: Eine offizielle Erlaubnis, als Mediziner zu praktizieren, verlieh ihm die Universität erst 1675. Locke zog im Jahre 1667 in Shaftesburys Domizil am Exeter House in London und diente ihm als Leibarzt. In London vertiefte Locke seine medizinischen Studien, zu denen auch die exakte Beobachtung am Krankenbett gehörte, unter der Leitung von Thomas Sydenham. Bereits 1668 führte Locke einen gewagten medizinischen Eingriff durch, der Ashley Cooper unter Umständen das Leben gerettet haben mag.
Dieser protegierte Locke seitdem nachhaltig; Locke hatte an seinem politischen Aufstieg zu einem Führer der Gentry und schließlich an die Regierung teil. Dass Locke keine große politische Karriere machte, liegt wahrscheinlich an Lockes eigener Skepsis gegenüber diesen Aufgaben, nicht an mangelnder Unterstützung durch den Earl. Durch die enge Verbindung zur regierenden Klasse in der bewegten Zeit des Konflikts zwischen parlamentarischer und absoluter Monarchie, Merkantilismus und Handelsstaat erwarb Locke Kenntnisse und Meinungen, die auch auf seine philosophischen Werke Einfluss nahmen. 1672 erhielt er durch Shaftesbury einen der unwichtigeren Regierungsposten, der ihm jedoch Ansehen und Reichtum verschaffte. Wichtiger aber war der geistige Austausch, der durch Shaftesbury gepflegt und gefördert wurde. Locke wurde 1668 Mitglied der Royal Society.
Als Shaftesbury im Verlauf von Machtkämpfen in der Regierung in Haft kam, unternahm Locke von 1675 bis 1679 eine Reise durch Frankreich, die er nutzte, um sich mit dortigen Naturforschern auszutauschen. Shaftesbury ging nach seiner Freilassung zunächst in die Opposition, wurde aber wegen des Konflikts mit dem König, er war Gegner der Nachfolge Jakobs II. auf den Thron Karls II., 1681 erneut inhaftiert. In diese Zeit fällt die erste Abfassung Lockes Zwei Abhandlungen über die Regierung. Shaftesbury, mittlerweile der Führer der Gruppierungen, die später die Partei der Whigs bilden sollten, versuchte nach der Freilassung 1682 einen Staatsstreich, den Rye House Plot, bei dem Jakob II. und Karl II. ermordet werden sollten, der scheiterte, und ging ins holländische Exil, wo er 1683 starb. Locke blieb zwar zunächst im Verborgenen in England, ging dann aber auch von 1683 bis 1688 nach Holland.
Locke wurde beauftragt, die Ausbildung der Enkel des Earl, darunter auch Anthony Ashley Cooper, 3. Earl of Shaftesbury, der selbst ein berühmter Moralphilosoph werden sollte, zu besorgen.
1684 befahl der englische König, ihn in Abwesenheit aus dem Christ-Church-College auszuschließen. Locke, der zeit seines Lebens überzeugtes Mitglied der Universität war, wehrte sich gegen diesen Beschluss. Die Zuneigung Lockes zu Oxford beruhte durchaus nicht auf Gegenseitigkeit: bereits 1683 fand im Hof die letzte öffentliche Bücherverbrennung Englands statt, wobei auch viele Werke vernichtet wurden, die Locke schätzte. 1684 beschuldigten diverse Professoren der Universität Locke, den Stuarts feindlich gesinnt zu sein. Noch 1703, nachdem seine Werke in der europäischen Geisteswelt Furore machten, weigerte sich die Universität, die Bücher ihres Sohnes in den Lehrplan aufzunehmen.
Erst mit dem Machtantritt Wilhelms von Oranien wurde ihm 1689 wieder ein Regierungsamt angeboten, das er aus gesundheitlichen Gründen ablehnte. Ab 1691 zog er sich auf das Gut seiner Vertrauten Damaris Cudworth Masham zurück. Während er sich persönlich zurückzog, wuchs sein Ansehen. Mit Wilhelm III. und der Bill of Rights hatte sich die protestantisch-bürgerliche Partei im englischen Machtkonflikt durchgesetzt. Lockes 1690 veröffentlichtes An Essay Concerning Humane Understanding („Versuch über den menschlichen Verstand“) machte seinen Namen in den gelehrten Kreisen Europas bekannt und berühmt, sodass spätere Veröffentlichungen auf große Aufmerksamkeit stießen und intensive Auseinandersetzungen zur Folge hatten. Im House of Commons bildete sich eine Gruppe um John Somers, 1. Baron Somers, die stark von Lockes Ideen beeinflusst war und sich mit ihm traf, wenn er in London war. Somers selbst wurde später wichtigster Berater von Wilhelm III.
Locke starb am 28. Oktober 1704 in seinem Arbeitszimmer.

## Philosophie

### Veröffentlichungen
Lockes erste Veröffentlichung war 1653 ein Lobgedicht auf Oliver Cromwell, nachdem dieser eine Schlacht im Englisch-Niederländischen Krieg gewonnen hatte. Während seiner Zeit in Christ Church bereitete Locke einige Texte zur Politik Englands und zum Naturrecht vor und befasste sich in seinen Schriften nicht mit Philosophie im engeren Sinne. Er bereitete 1664 eine Abhandlung über den civil magistrate zum Druck vor; sie wurde aber nie veröffentlicht. Zusammen mit seinen universitätsinternen Schriften zeigt der Text, dass Locke damals weit autoritärer war als zu späterer Zeit. Er verteidigte die absolute Macht des Magistrats über die Mitglieder der Gesellschaft; die Entscheidungen binden selbst das Gewissen der einzelnen Mitglieder. Die Freiheit des Individuums beginnt erst dort, wo es keine bindende Entscheidung gibt. Im Gegensatz zu Verfechtern eines monarchischen Absolutismus legte Locke aber bereits in dieser Phase eine Art Rechtsstaat zugrunde: die höchste legitime Gewalt war nicht die Person des Herrschers, sondern die Gesamtheit der Gesetze, die er repräsentierte.
Lockes erste weiter verbreitete Publikationen entstanden wahrscheinlich in enger Zusammenarbeit mit dem 1. Earl of Shaftesbury. The Fundamental Constitutions of Carolina (Die grundlegende Verfassung Carolinas) erschien 1669 und der Letter from a Person of Quality (Brief eines Vornehmen) 1675; beide wurden anonym veröffentlicht.
In seinen späten Jahren fernab des politischen Tagesgeschehens veröffentlichte er seine Hauptwerke; die Entwürfe und Skizzen dazu waren aber weit älter. Sie entstanden in ihren Grundzügen, als Locke noch eng mit dem Earl of Shaftesbury zusammenarbeitete. Sein erster Entwurf zu An Essay Concerning Humane Understanding datiert von 1671.
1686 erschien das anonym veröffentlichte Werk Brief über die Toleranz (A letter concerning Toleration), das wahrscheinlich teilweise aus der Feder Shaftesburys stammt. 1690 folgten ebenfalls anonym Zwei Abhandlungen über die Regierung und Versuch über den menschlichen Verstand, in dem zumindest sein Name unter dem Vorwort stand. 1692 erschienen die bereits 1668 geschriebenen Betrachtungen über die Senkung des Zinssatzes und die Erhöhung des Geldwertes (Some Considerations on the Consequences of the Lowering of Interest and the Raising of the Value of Money), in denen er sich für eine frühe Form des Freihandels einsetzte. 1694 erschien das Werk Thoughts Concerning Education (Gedanken zur Erziehung).
Eine Ausnahme in seinem Werk bilden die zwei Abhandlungen über die Regierung (Two Treatises on Government), über die es keine Skizzen, Manuskripte oder andere Aufzeichnungen Lockes gibt. Das Buch entstand im Wesentlichen wahrscheinlich Mitte der 1680er vor der Bill of Rights. Da es erst nach dieser veröffentlicht wurde, konnte er die Einleitung und einige Teile so umschreiben, dass es als Begründung dieser gelesen werden konnte. Er ließ die Arbeit anonym verlegen und beseitigte alle Spuren, die ihn als Verfasser mit dem Werk in Zusammenhang bringen konnten. Unter anderem vernichtete er das Manuskript. Obwohl bereits zu Lebzeiten viele Zeitgenossen ihm die Abhandlung öffentlich zuschrieben und sie lobten, reagierte Locke nicht darauf. Selbst in seinem eigenen alphabetisch geordneten Bücherregal war es bei den unbekannten Autoren eingeordnet. Erst in seinem Testament bekannte er sich zur Autorschaft.

### Erkenntnistheorie

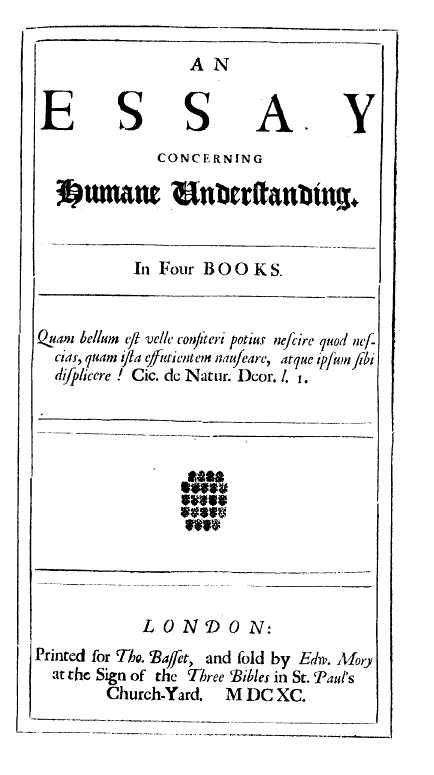
An Essay concerning Humane Understanding (London: T. Basset/E. Mory, 1690)

Locke lieferte einen bedeutenden Beitrag zur Erkenntnistheorie. Er befürwortet zwar die rationale Theologie und die Wende der Philosophie des Mittelalters zur Philosophie der Neuzeit, die die rationalistische Philosophie vor allem René Descartes verdankt. Locke wandte sich aber gegen die Rechtfertigung der Naturwissenschaften aus dem bloßen Denken und suchte ihr Fundament stattdessen in der Erfahrung.
Dennoch nahm er wie Descartes als Ausgangspunkt der philosophischen Überlegungen den Zweifel an der gegenständlichen Wirklichkeit, an der Existenz der Außenwelt. Die Aufhebung dieses Zweifels wurde von ihm nun nicht mehr über den Gottesbegriff vollzogen, sondern empiristisch, angeregt durch Pierre Gassendi. In seinem aus vier Büchern bestehenden Hauptwerk An Essay concerning Humane Understanding (Ein Versuch über den menschlichen Verstand) untersuchte Locke den Ursprung, die Gewissheit und den Umfang menschlichen Wissens in Abgrenzung zu Glauben, Meinen und Vermuten. Ausgangspunkt war einerseits Lockes scholastische Ausbildung in Oxford auf Basis des in England vorherrschenden Nominalismus. Andererseits hatte er sich in seinem vierjährigen Frankreichaufenthalt intensiv mit Descartes und dessen Vorstellung eingeborener Ideen auseinandergesetzt.
Entsprechend untersuchte Locke im ersten Buch zunächst den Ursprung der Ideen und entwickelte eine Vielzahl pragmatischer Argumente gegen die Existenz eingeborener Ideen. Seine Grundthese ist die bereits weit vor ihm formulierte sensualistische Aussage: Nihil est in intellectu quod non (prius) fuerit in sensibus („Nichts ist im Verstand, was nicht vorher in den Sinnen gewesen wäre“). Das zweite Buch befasst sich mit dem Zusammenhang von Ideen und Erfahrung. Das menschliche Bewusstsein ist bei der Geburt wie ein weißes Blatt Papier (Tabula rasa), auf das die Erfahrung erst schreibt. Ausgangspunkt der Erkenntnis ist die sinnliche Wahrnehmung. Er unterschied äußere Wahrnehmungen (sensations) und innere Wahrnehmungen (reflections). Der nächste Schritt ist im dritten Buch die Untersuchung der Rolle der Sprache, ihres Zusammenhangs mit den Ideen und ihrer Bedeutung für das Wissen. Buch vier handelt schließlich von den komplexen (zusammengefassten) Ideen, von den Grenzen des Wissens und dem Verhältnis von Begründung und Glauben.

#### Ideen
Lockes Kritik der Vorstellung der eingeborenen Ideen (ideae innatae) hat einen aufklärerischen Charakter. Durch die Untersuchung der Dinge selbst soll den Dogmen, Vorurteilen und den von Autoritäten vorgegebenen Prinzipien, wie sie zu seiner Zeit an der Tagesordnung waren, der Boden entzogen werden. Nachdrücklich wandte er sich gegen Descartes’ Annahme, dass auch die Gottesidee angeboren sei: denn in vielen Gegenden der Welt gebe es keine entsprechende Gottesvorstellung.
Wenn es angeborene Ideen gäbe, müssten diese auch bei geistig zurückgebliebenen Menschen vorhanden sein.

„Erstens nämlich ist es offensichtlich, daß alle Kinder und Idioten nicht im geringsten eine Vorstellung oder einen Gedanken von diesen Sätzen haben. Schon dieser Mangel genügt, um jene allgemeine Zustimmung zunichte zu machen, die notwendig und unbedingt die Begleiterin aller angeborenen Wahrheiten sein müßte.“

Eingeborene Ideen würden auch die Vernunft überflüssig machen, da man nicht erst zu entdecken braucht, was man schon besitzt. Prinzipien wie das vom ausgeschlossenen Widerspruch („Nichts kann zugleich und in derselben Hinsicht sein und nicht sein“) oder von der Identität („Alles, was ist, das ist“) sind evident, müssten aber erst durch die Vernunft erschlossen werden. Es gibt keine Kriterien zur Unterscheidung eingeborener von erworbenen Ideen. Auch das Kriterium der Evidenz kann aus Sicht Lockes nicht eingeborene Ideen kennzeichnen, denn es gebe so viele evidente Aussagen, dass diese unmöglich angeboren sein könnten. Aus den gleichen Gründen gebe es auch keine eingeborenen moralischen Prinzipien. Grundsätze wie Gerechtigkeit oder das Einhalten von Verträgen müssten durch die Vernunft begründet werden, damit sie Allgemeingültigkeit erhalten.

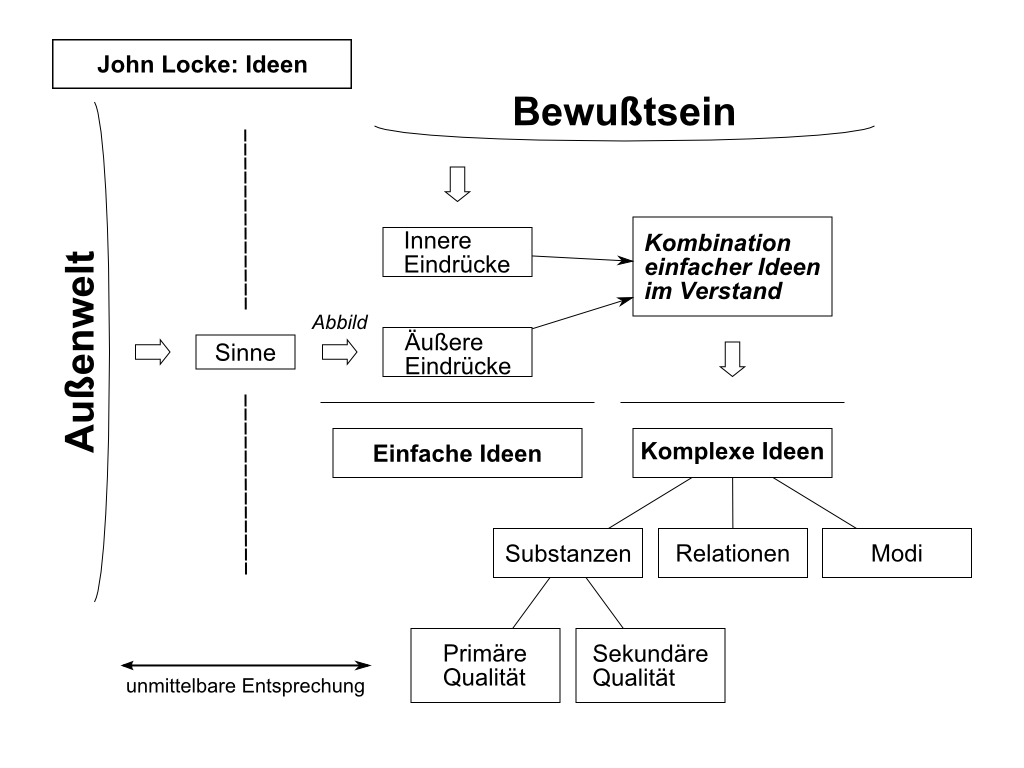
Übersicht über die Darstellung der Ideen bei John Locke

Als wesentliches Argument gegen den Innatismus sah Locke an, dass seine eigene, für ihn schlüssige Erkenntnistheorie ohne die Vorstellung der eingeborenen Ideen auskam.
Das Material der Erkenntnis sind einfache Ideen. Deren Ursprung liegt in der Erfahrung. Locke unterschied dabei sensations (äußere Eindrücke) und reflections (innere Eindrücke), die erst im Verstand zu komplexen Ideen verbunden und geformt werden. Die inneren Eindrücke umfassen geistige Tätigkeiten wie Wahrnehmen, Zweifeln, Glauben, Schließen, Erkennen oder Wollen. Komplexe Ideen entstehen durch Vergleichen, Zusammensetzen, Abstrahieren und andere entsprechende Tätigkeiten des Verstandes. Damit war Locke nicht – wie so oft zu lesen ist – Sensualist. Für ihn gab es sehr wohl einen aktiven Verstand (vgl. intellectus agens), der im Erkenntnisprozess eine wesentliche Rolle spielt. So weit besteht kein Unterschied zu Kant. Für Locke gab es lediglich keine Ideen a priori, sondern nur das Vermögen, Wahrnehmungen zu verarbeiten zu Abbildern, komplexen Ideen und Begriffen. Bei komplexen Ideen unterschied er Substanzen, Relationen und Modi. Substanzen sind Dinge, die eigenständig existieren, einschließlich der Engel, Gott und anderer „konstruierter“ Gegenstände. In Relationen drückt sich das Verhältnis verschiedener Ideen aus. Modi sind Ideen, die nicht die Wirklichkeit abbilden, sondern geistige Konstrukte, beispielsweise „Dreieck“, „Staat“ oder „Dankbarkeit“.
Bei der Erfassung der Substanzen, die für Locke jeweils komplexen Ideen entsprechen, unterschied er primäre und sekundäre Qualitäten. Primär sind solche Eigenschaften, die den Substanzen unmittelbar innewohnen wie Ausdehnung, Festigkeit oder Gestalt. Sekundäre Qualitäten sind Eigenschaften, die nicht tatsächlich im Körper des Gegenstandes vorzufinden sind, sondern in der Idee der jeweiligen Substanz von unserer Wahrnehmung hinzugefügt werden.

„Was in der Idee von Süß, Blau oder Warm ist, ist nur eine gewisse Größe, Gestalt und Bewegung der sinnlich nicht wahrnehmbaren Teilchen in den Körpern selbst, die wir so benennen.“

Locke fand in der Unterscheidung der sekundären Qualitäten ein Problem, das noch in der Philosophie der Gegenwart unter dem Stichwort Qualia intensiv diskutiert wird. Sekundäre Qualitäten sind für Locke Produkte des Geistes. Sie „sind nichts weiter als die Vermögen verschiedener Kombinationen der primären Qualitäten.“ (II,8,22). Primäre Qualitäten sind Eigenschaften fester Körper, deren Abbilder Ideen im menschlichen Geist hervorrufen. Dies setzt einen nicht näher bestimmbaren Träger voraus (II,22,2), eine Substanz, deren Erkenntnis angenommen werden muss, ein Ding von dem wir offensichtlich keine klare Idee haben. Diese Substanz beschrieb Locke in Anlehnung an Gassendi und in Übereinstimmung mit dem von Boyle vertretenen Atomismus als nicht wahrnehmbare kleinste Teilchen. Seine Vorstellung kennzeichnete er als Hypothese. Die Welt ist so, wie sie uns erscheint, auch wenn sie mit der realen Welt nicht übereinstimmen muss. Aber am Konzept einer realen Welt muss man festhalten. Als Konsequenz ergibt sich ein Dualismus von Geist und Materie. Die Annahme sowohl einer geistigen Welt als auch einer realen Welt war Ansatzpunkt der Kritik sowohl durch Berkeleys Idealismus als auch Humes Skeptizismus.

#### Erkenntnis

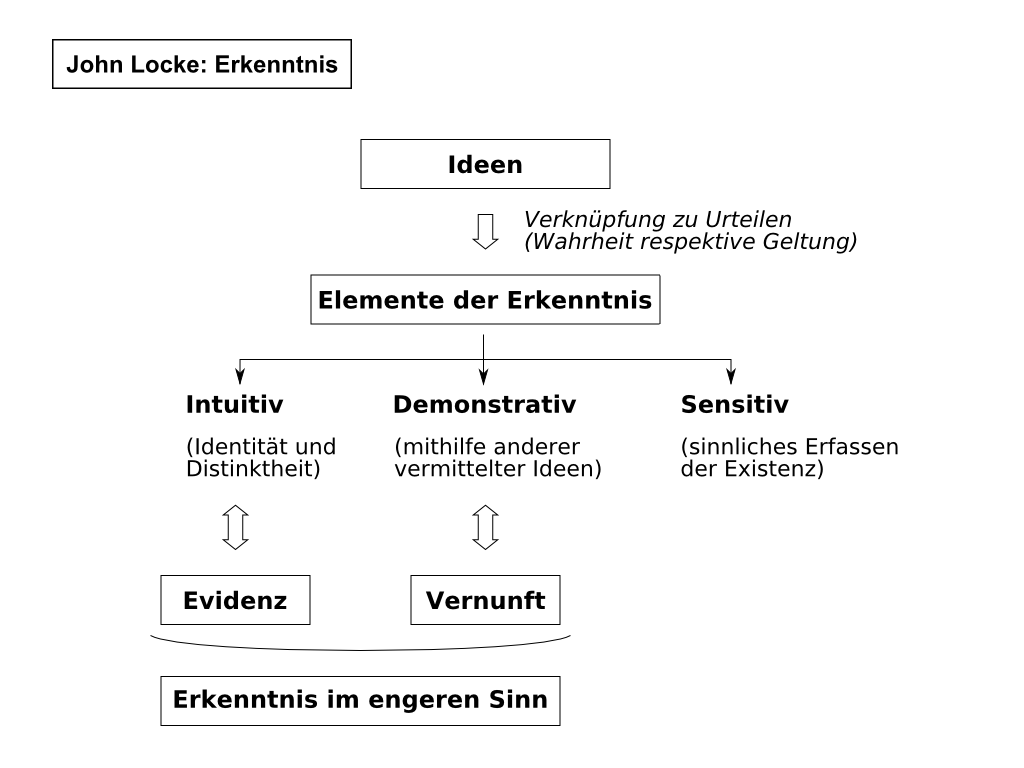
Konzept der Erkenntnis bei John Locke

Erkenntnis ist Locke zufolge die Perzeption (Wahrnehmung) der Übereinstimmung oder Nichtübereinstimmung von Ideen. Zur Erkenntnis bedarf es also des Urteils, ob eine Aussage gültig ist. Locke unterschied drei Elemente der Erkenntnis: die intuitive, die demonstrative und die sensitive Erkenntnis.
- Intuitiv erkennt man Ideen als solche, wenn sie im Geist als Einheit vorhanden sind (Identität) und sie sich von anderen Ideen unterscheiden (Distinktheit). Das intuitive Erfassen einer Idee ist notwendig für die weiteren Erkenntnisschritte. Intuitive Wahrheit ergibt sich, wenn die Ideen nicht mehr weiter analysierbar sind (Evidenz).

- Demonstrative Erkenntnis findet nur mittelbar statt. Der Verstand hat das Vermögen, mit Hilfe der Ideen einen Zusammenhang zwischen zwei Ideen herzustellen. Dieses Vermögen ist nach Locke die Vernunft. Diese Art der Erkenntnis nannte er die rationale. Die Verknüpfung der Ideen erfolgt dabei in Einzelschritten, wobei jeder Schritt durch intuitive Erkenntnis bestätigt wird. Die scholastischen Syllogismen waren für Locke nur deduktiv, also nicht geeignet, tatsächlich neue Erkenntnis zu erzeugen. Sie hatten nur eine didaktische Funktion.

- Mit der sensitiven Erkenntnis erfasst der Mensch die Existenz realer Gegenstände; denn „niemand kann im Ernst so skeptisch sein, dass er über die Existenz der Dinge, die er sieht oder fühlt, ungewiss wäre“ (IV, 11, 3). Allerdings sind die Sinne gegenüber der Evidenz und der Ableitbarkeit mit einer gewissen Unsicherheit behaftet, so dass Locke am Ende die Erkenntnis im engeren Sinne als intuitive und demonstrative Erkenntnis bestimmt.

„Diese beiden, Intuition und Demonstration, sind die Grade unserer Erkenntnis. Alles, was nicht einer diesen beiden entspricht, ist – wie zuversichtlich man es auch annehmen mag – bloßer Glaube oder Meinung, aber nicht Erkenntnis.“

Wie sicher ist aber das Wissen um das Erkannte? Lockes Empirismus begrenzt die Erkenntnis auf die Erfahrung. Was jenseits der sinnlichen Erfahrung liegt, die Essenz (das Wesen) der Dinge, kann nicht erkannt werden. Der Verstand gibt dem Erkannten Einheit, indem er den „Begriff von der reinen Substanz im allgemeinen“ (II,4,18) bildet. Über die Natur lässt sich nichts Endgültiges sagen. Mit Hilfe der Vernunft kann der Mensch die Sinne nicht übersteigen. Er kann nur Hypothesen aufstellen als Leitfaden für Forschung und Experiment. Absolute Gewissheit ist auf empirischem Wege nicht möglich. Im Bereich der Hypothesen arbeitet der Verstand mit abstrakten Begriffen wie Art und Gattung, indem er von der Erfahrung abgeleitete, aber abstrahierte komplexe Ideen wie Relationen und Modi verwendet. Solche Ideen wie die des Dreieckes haben nicht nur nominale, sondern auch reale Essenz. Deshalb ist es in den abstrakten Wissenschaften wie der Mathematik möglich, unanfechtbare Wahrheiten zu finden.

„Allgemeine und sichere Wahrheiten sind lediglich in den Beziehungen und Verhältnissen der abstrakten Ideen begründet.“

Da er z. B. Gerechtigkeit, Dankbarkeit oder Diebstahl gleichzeitig als Modi einstufte, zählte Locke die Moral zu den abstrakten Wissenschaften, für die man diese allgemeinen und sicheren Wahrheiten mit Hilfe der Vernunft herleiten kann.

#### Rezeption der Erkenntnistheorie
Erste Reaktionen auf den Essay gab es bereits zu Lockes Lebzeiten. Cartesianer (John Norris) und Thomisten (John Sergeant) äußerten sich ablehnend. Von den bekannten Philosophen reagierten Leibniz mit Neue Abhandlungen über den menschlichen Verstand (1704, gedruckt 1759) und Berkeley mit der Abhandlung über die Prinzipien der menschlichen Erkenntnis (1709) unmittelbar kritisch auf das Werk Lockes. Dieses kann als Anstoß für eine neue Gattung von Abhandlungen in der Philosophie angesehen werden, die sich ausschließlich auf die erkenntnistheoretische Frage konzentrieren.
In diesem Sinn stehen auch Humes Untersuchung über den menschlichen Verstand und Kants Kritik der reinen Vernunft in einer Linie der Diskussion über die Erkenntnistheorie. Während Locke, Berkeley und Hume jeweils die empiristische Position vertraten, waren Leibniz und Kant Vertreter des Apriorismus – ein Gegensatz, der seit Descartes und Locke die philosophische Auseinandersetzung über den Positivismus (John Stuart Mill) und Neopositivismus einerseits sowie den deutschen Idealismus einschließlich Arthur Schopenhauer (der Locke als seicht kritisierte) und dem Neukantianismus andererseits bestimmte.
Alfred North Whitehead (1861–1947) rezipierte 1929 Lockes Theorie der Erfahrung in seinem Essay Prozess und Realität positiv. Whitehead kritisierte allerdings, Locke habe die Trennung von Subjekt und Substanz ebenso wie viele andere Philosophen seiner Zeit zumindest implizit übernommen.

### Religion, Toleranzidee und Erziehungsgedanken
Von Lockes theologischen Schriften gilt besonders The Reasonableness of Christianity as Deliver’d in the Scriptures (Vernünftigkeit des Christentums wie in der Heiligen Schrift dargestellt, 1695) als bedeutend. Locke verband rationalistisches Gedankengut mit dem überkommenen Supranaturalismus. Er wollte darlegen, dass das in der Bibel Bezeugte der Vernunft entspricht, ja von ihr als logisch anerkannt werden muss. Die Wunder seien eine Beglaubigung des Wahrheitsanspruchs der Bibel. Locke hielt an der wörtlichen Eingebung der biblischen Texte (Verbalinspiration) fest, ebenso am kosmologischen Gottesbeweis. Jesus war für ihn sowohl Lehrer des göttlichen Willens (Heiland) als auch Erlöser (Christus) und Inhalt der göttlichen Selbstbekundung (Gottes Sohn). Ähnlich wie Luther beschäftigte sich Locke intensiv mit den Briefen des Apostels Paulus. Posthum erschien A Paraphrase and Notes on the Epistles of St. Paul (Eine Paraphrase und Anmerkungen zu den Paulusbriefen).
Lockes Eltern waren Puritaner. Deshalb waren ihm von klein auf reformatorische Frömmigkeit, Lebensführung und Theologie vertraut. Dazu gehörten ganz wesentlich die demokratischen Strukturen im Leben der Kirchengemeinden bei Kongregationalisten, Presbyterianern, Baptisten und Quäkern (z. B. Wahl der Kirchenältesten (Presbyter) und der in die regionalen und nationalen Synoden entsandten Vertreter durch die Gemeindeglieder, Gleichstellung von Geistlichen und Laien). Dieser demokratische Ansatz geht zurück auf Anschauungen von Luther („allgemeines Priestertum aller Gläubigen“, Wahl und gegebenenfalls Abwahl von Pfarrern durch die Gemeindeglieder), Calvin Kirchenordnung (1541; gewählte Kirchenälteste usw.) und auf die Hugenotten (diese schufen Synoden auf regionaler und nationaler Ebene (Trennung von Kirche und Staat)).
Die 1620 von Kongregationalisten („Pilgerväter“) in Nordamerika gegründete Plymouth Colony wurde ebenso demokratisch verwaltet wie die benachbarte Massachusetts Bay Colony. Der Baptist Roger Williams gründete 1636 die Kolonie Rhode Islands, die demokratische Grundsätze mit Glaubens- und Gewissensfreiheit für alle christlichen Bekenntnisse verband. Dasselbe verwirklichte William Penn 1682 in der Kolonie Pennsylvania, die eine Zufluchtsstätte für in Europa verfolgte religiöse Minderheiten wurde (Quäker, Hugenotten, Mennoniten, Böhmische Brüder und viele andere). Die englische Öffentlichkeit erfuhr von diesen für das 17. Jahrhundert umwälzenden Ereignissen durch Schriften, die Führungspersönlichkeiten dieser Kolonien veröffentlichten (z. B. Edward Winslow, William Bradford, John Cotton). Die Kolonien kannten bereits ansatzweise das Prinzip der Gewaltenteilung.
Während der Reformation war die Täuferbewegung entstanden. Als vielfach verfolgte Minderheit bestanden die Täufer auf Glaubens- und Gewissensfreiheit. Anfang des 17. Jahrhunderts bildeten sich aus dem englischen Täufertum Baptistenkirchen (General Baptists und Particular Baptists). Führende Baptisten wie John Smyth, Thomas Helwys und John Murton forderten in Schriften das Recht auf freie Religionsausübung. Auch Roger Williams schrieb mit The Bloudy Tenent of Persecution for Cause of Conscience ein leidenschaftliches Plädoyer für die Freiheit von Glauben und Gewissen.
Locke war von diesen Schriften beeinflusst. Zu diesen Einflüssen gehörte zudem der Verfassungsentwurf der Independenten (Kongregationalisten) unter ihrem Führer Oliver Cromwell (Agreement of the People, 1647), der als Folge demokratischer Tendenzen die Gleichheit aller Menschen betonte. Der „positiv-gläubigen Stellung Lockes zur Religion“ (Karl Heussi) entsprach es, dass er religiöse Toleranz nicht bzw. nicht nur philosophisch begründet (siehe unten), sondern wie etwa auch Roger Williams biblisch-theologisch. Schon im frühen 16. Jahrhundert hatte Luther die „unerzwingbare Freiheit des Glaubens“ betont. Locke nahm von der Tolerierung durch den Staat den Atheismus und den Katholizismus aus. Damit sind auch alle atheistischen Formen der Aufklärung abgelehnt. Die katholische Kirche verhindert nach Lockes Ansicht die Verwirklichung seines zentralen Anliegens, des Rechts des Einzelnen, über sein Denken, Glauben und Handeln selbst bestimmen zu können. Locke unterstützte die Kräfte, die sich gegen die absolutistischen Ansprüche Karls I., Karls II. und Jakobs II. sowie ihre Anstrengungen wandten, in England und Schottland gegen den Willen der überwiegenden Mehrheit des Volkes den Katholizismus als Staatsreligion wieder einzuführen. Damit wäre auch die Inquisition zurückgekehrt. Deshalb begrüßte Locke die Glorious Revolution (1688) und den Beschluss des Parlaments, dass jeder englische Monarch Mitglied der anglikanischen Kirche sein muss.
In seinem Letter Concerning Toleration (Brief über die Toleranz) und den zwei Nachfolgebriefen ging Locke auf das Verhältnis zwischen Staat und Religion ein. Er fürchtete damals die Machtübernahme der Römisch-katholischen Kirche und eine Verfolgung aller Andersgläubigen. Er sprach sich dafür aus, dass der Staat die Religion größtenteils seinen Bürgern überlasse. Locke griff dabei im Wesentlichen auf ein religiös-christliches und drei im engeren Sinn philosophische Argumente zurück. Religiös argumentierte er, dass sich nirgendwo in der Bibel ein Hinweis darauf finde, dass Menschen mit Gewalt dazu gezwungen würden, ihre Religion zu wechseln. Innerhalb der philosophischen Argumentation nahm er einen Gedanken aus seinen Two Treatises auf: der Daseinszweck der Regierung sei es, Leben, Freiheit und Eigentum zu schützen; würde sie in das religiöse Leben ihrer Bürger eingreifen, würde sie ihre Kompetenzen überschreiten. Dies wäre auch nicht sinnvoll, da es beim Glauben auf eine innere Einkehr und Überzeugung ankäme, die mit Gewalt und Verfolgung nicht erzwungen werden könne. Die rein äußerliche Annahme einer anderen Religion würde keinen Schritt zum wahren Glauben hinführen, aber in die Naturrechte der Untertanen eingreifen. Und selbst angenommen, die Regierung könnte auf eine Art die innere Überzeugung der Untertanen ändern, so wäre es immer noch fraglich, ob dies der wahren Religion helfen würde, da Regierungen an sich genauso anfällig dafür seien, eine falsche Religion zu propagieren wie ihre Untertanen.
In der Erziehung wandte sich Locke, der nicht verheiratet war und keine Kinder hatte, gegen strenge Schulzucht. Stattdessen müsse die Erziehung die Individualität der Kinder und Jugendlichen fördern. Lockes Empfehlungen zu Bildung und Erziehung sind eng verknüpft mit seiner Lehre, dass jedes Kind in geistiger Hinsicht als Tabula rasa zur Welt kommt.

### Gesellschafts- und Staatstheorie

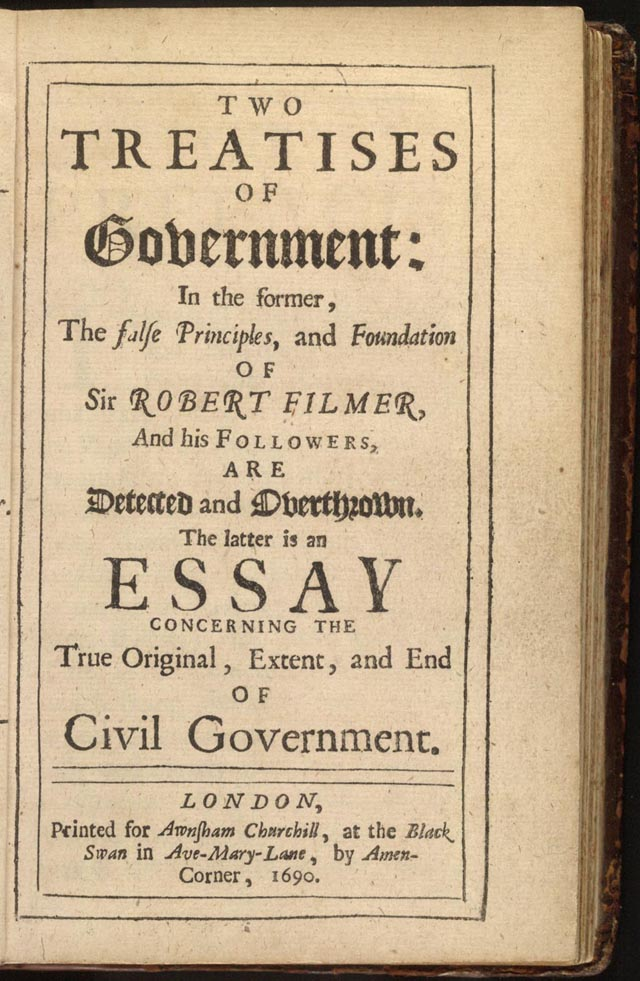
Titelseite der Ausgabe von 1690, veröffentlicht 1689

Locke schrieb seine Werke vor dem Hintergrund der Konflikte zwischen Parlament und Krone. Zu seiner Zeit waren es keine abstrakten Überlegungen, sondern argumentatorische Waffen im Konflikt um die neue Gesellschaftsordnung. Dabei stand das absolute Recht des Königs gegen die Ansprüche des Bürgertums auf Regierungsbeteiligung und eigene Rechte gegenüber dem König. Locke begründet, warum die Macht des Herrschenden eingeschränkt sein soll.
Lockes politisches Denken geht von „protestantisch-christlichen“ Annahmen aus. Als Theologe leitet er bestimmte zentrale Begriffe wie Gleichheit der Menschen aus biblischen Texten ab und untersucht dann als Philosoph mit Hilfe des Verstandes die Konsequenzen, die sich aus den Begriffen für Staat und Gesellschaft ergeben. Der Whig (Anhänger der konstitutionellen Monarchie) Locke geht 1689 in seinem politischen Hauptwerk Two Treatises of Government (Zwei Abhandlungen über die Regierung) von natürlich gegebenen Rechten der Menschen aus (siehe Naturrecht). Er setzt bestimmte Annahmen über den Zustand des Menschen in Abwesenheit des Staates und leitet von diesen ab, wie die Menschen im Naturzustand zusammenlebten. Über die Anhäufung von Eigentum bildeten sich Gesellschaften. Mithilfe seiner Vertragstheorie begründet Locke, wie diese sich Gesellschaftsverträge und somit Regierungen gaben. Da Regierungen nur geschaffen wurden, um bestimmten menschlichen Zwecken zu dienen, kann er im Folgenden legitime und illegitime Regierungen unterscheiden. Gegen illegitime Regierungen sieht er ein Recht auf Revolution. In seiner Kritik an der Begründung des Gottesgnadentums, wie sie von Robert Filmer entwickelt wurde, verwirft Locke die Primogenitur und damit auch die die Freiheit des Individuums beschränkende paternalistische Stammfamilie.

#### Naturrechtslehre
Was als „Naturrecht“ bezeichnet wird, ist notwendigerweise inhaltlich unbestimmt. Denn man kann aus der „Natur“ des Menschen, aus angeblichen Ur- oder Idealzuständen der menschlichen Gesellschaft als „Recht“ nur das herauslesen, was man zuvor in sie hineingetragen hat. Die protestantischen Naturrechtsphilosophen Hugo Grotius, Samuel Pufendorf und John Locke entgingen dem Dilemma der inhaltlichen Unbestimmtheit des Naturrechts, indem sie es mit der biblischen Offenbarung gleichsetzten, da beide ihrer Ansicht nach auf denselben Urheber, Gott, zurückgingen. Locke war zeitlebens fest in einem calvinistisch gefärbten Protestantismus verwurzelt. Er nimmt in allen seinen Schriften, die sich mit politischen, rechtlichen und gesellschaftlichen Fragen beschäftigen, ständig Bezug auf das Alte Testament und Neue Testament. Insbesondere aus der Schöpfungsgeschichte (1. Mose 1 und 2), dem Dekalog (Zehn Gebote, 2. Mose 20), dem Verhalten und der Lehre Jesu (Barmherziger Samariter (Lukas 10,30-37 ), Liebesgebot (Matthäus 5,44 ); (Matthäus 19,19 ), Goldene Regel (Matthäus 7, 12 ) u. a.) und den Ermahnungen der Briefe des Apostels Paulus von Tarsus leitete er entscheidende Punkte seiner politischen Theorie ab. Natur ist von Gott geschaffene Wirklichkeit. „Was den Inhalt des Naturrechts angeht, so ist Locke fest davon überzeugt, dass Gottes Gebote notwendigerweise vernunftgemäß sind: Gott gab dem Menschen die Vernunft, und‚ mit ihr ein Gesetz, das nichts anderes enthalten konnte, als was die Vernunft vorschrieb.‘“ (“As for the content of natural law, Locke insists that God’s commands are necessarily reasonable: God gave man reason, and ‘with it a law: that could not be otherwise than what reason should dictate’.”) Der Dekalog stellt unter anderem Leben, Eigentum und guten Ruf des Menschen, also seine Ehre und Würde, unter göttlichen Schutz. Der Vorspruch (Ex 20,2 ) weist auf die Befreiung des Volkes Israel aus ägyptischer Sklaverei hin. Gottes Befreiungstat geht den Forderungen voraus und begründet sie. Das Recht auf Leben, Freiheit, Würde und Eigentum – damit sind zentrale naturrechtliche Begriffe nicht nur des politischen Denkens Lockes, sondern auch anderer Aufklärungsphilosophen benannt und mit biblischem Gehalt gefüllt.
Das Recht ergibt sich für Locke zwingend aus seinem Verständnis der Naturrechte. Freiheit, Gleichheit und Unverletzlichkeit von Person und Eigentum erklärt er zu den höchsten Rechtsgütern. Er geht dabei von dem Gedanken aus, dass das höchste Ziel und Zweck des Menschen das Leben ist. Locke begründet dies noch explizit damit, dass der Mensch durch Gott geschaffen sei:

…by his [God’s] order and about his business, they are his property whose workmanship they are, made to last during his, not one another’s pleasure: … [human being] has no liberty to destroy himself, or so much as any creature in his possession, yet when some nobler use than its bare possession calls for it.

„Sie sind sein Eigentum, denn sie sind sein Werk, von ihm geschaffen, dass sie so lange bestehen wie es ihm gefällt, nicht aber wie es ihnen untereinander gefällt. … [Der Mensch] hat nicht die Freiheit, sich selbst oder irgendein ihm unterworfenes Lebewesen zu zerstören, es sei denn, ein edlerer Zweck als bloße Erhaltung fordere es.“

Aber er stellt auch fest, dass Gottes Wille durch reines Nachdenken und Weltbeobachtung erkennbar ist (vgl. Natürliche Theologie). Das würde im Umkehrschluss bedeuten, dass die Argumentation auch ohne Gott funktioniert. Dieser Umkehrschluss lässt aber außer Acht, dass der Verweis auf den biblischen Gott von Locke bewusst gesetzt wurde. Lockes Gedankengänge lassen sich nicht von ihrer Verankerung im biblischen Denken ablösen. Denn damit werden die Rechte inhaltlich definiert. Um das Überleben zu sichern, sind die Rechte auf Leben, Gesundheit, Freiheit und Eigentum (Life, Health, Liberty, Property) notwendig.
Im Gegensatz zur Konzeption Thomas Hobbes’ sind die Naturrechte bei Locke durch die Rechte anderer begrenzt. Während bei Hobbes im Prinzip jeder ein Recht auf Alles hat, werden die Rechte auf Freiheit und Eigentum bei Locke durch die Freiheits- und Eigentumsrechte anderer eingeschränkt. Niemand soll einem anderen an seinem Leben, seiner Gesundheit, seiner Freiheit oder seinem Besitz Schaden zufügen: “No one ought to harm another in his Life, Health, Liberty, or Possessions” (II, 6; 9–10). Aus dieser Einschränkung leitet er selbst Rechte ab, diejenigen zu bestrafen und Ausgleich gegenüber denen zu fordern, die sie verletzten. Während Hobbes von individuellen Rechten ausgeht, ist Lockes Law of Nature überindividuell angesiedelt: “the state of nature has a law of nature to govern it, which obliges every one” (II, 6, II, 6–7), deutsch: „Im Naturzustand herrscht ein natürliches Gesetz, das für alle verbindlich ist.“ Damit greift er auf ältere naturrechtliche Konzeptionen zurück.

#### Leben
Locke begründet als erstes das Recht eines Menschen, die Annehmlichkeiten des Lebens zu genießen und zu erhalten: „to subsist and enjoy the conveniences of life“ (I 97, II, 2–3). Wichtig ist hier, dass dieses Recht nicht nur die reine Selbsterhaltung einschließt, sondern auch die Freude am eigenen Leben. Folgend seiner Konzeption der Naturrechte und des daraus resultierenden Naturzustandes bedeutet es auch, dass das Leben der Menschen bereits im Naturzustand gesichert ist. Anders als bei Hobbes kann die Aufgabe der Regierung nicht nur sein, das Leben der Menschen zu schützen.

#### Gleichheit
Es ist bezeichnend für Lockes Denken, dass er die Gleichheit der Menschen, einschließlich der Gleichheit von Mann und Frau, nicht aus philosophischen Prämissen herleitet, sondern aus der Bibel (Gen 1,27 ), der Grundlage der theologischen Imago-Dei-Lehre. Gleichheit ist für Locke die Voraussetzung dafür, dass eine Regierung Macht nur mit Einverständnis der Regierten ausüben darf. Insofern ist sie auch Voraussetzung von Freiheit und die unabdingbare Grundlage jeder rechtsstaatlichen Demokratie.

#### Freiheit
Die zweite Abhandlung beginnt mit dem Recht auf Freiheit:

Freedom to order their Actions, and dispose of their Possessions and Persons as they think fit, within the bounds of the Law of Nature, without asking leave, or depending upon the Will of any other man.

„[Der Naturzustand] ist ein Zustand vollkommener Freiheit, innerhalb der Grenzen des Naturgesetzes seine Handlungen zu lenken und über seinen Besitz und seine Person zu verfügen, wie es einem am besten scheint – ohne jemandes Erlaubnis einzuholen und ohne von dem Willen eines anderen abhängig zu sein.“

Locke definiert aber auch eine legitime totale Einschränkung der Freiheit: Sklaverei. Menschen können andere Menschen in dem Moment legitim versklaven, in dem letztere einen ungerechten Krieg beginnen und verlieren. Der Sieger hat, um den Krieg zu beenden, in diesem Moment nur die Wahl, seinen Gegner entweder zu töten oder zu versklaven. Bietet aber der Verlierer als Akt der Reue eine angemessene Wiedergutmachung für das von ihm verschuldete Unrecht an, so muss der Sieger der Vernunft des Naturgesetzes folgen und den Kriegszustand beenden. Beide Parteien verfügen nun wieder über die absolute Freiheit, die dem Naturzustand innewohnt.
Der Historiker David Brion Davis sieht in Locke den letzten großen Philosophen, der die absolute und immerwährende Sklaverei zu rechtfertigen versucht.

#### Eigentum

##### Arbeitstheorie: Aneignung der Natur
Die Argumentation Lockes zum Eigentum verläuft zweistufig. In der ersten Stufe, der Arbeitstheorie, begründet er, wie Menschen überhaupt rechtmäßig Privateigentum erwerben können. Im ersten Schritt widerspricht er der absolutistischen These, die nur dem König legitime Eigentumsrechte zubilligt. Sie lautet, dass die Welt Adam, Noach und dann ihren Nachfahren, den Königen gegeben worden sei, um über sie zu herrschen. Nach Locke gab Gott die Natur allen Menschen gemeinsam (siehe 1. Mose), begründungsbedürftig ist vielmehr, dass Einzelne sich Privateigentum aneignen können und damit den anderen Menschen Zugriff auf diesen Teil der Natur verwehren.
Das Eigentum rechtfertige sich aus dem Recht auf Selbsterhaltung: Der Mensch sei folgend dem Freiheits- und Selbstbestimmungsrecht nicht nur Eigentümer seiner selbst und damit seiner Arbeit, sondern auch berechtigt, der Natur ein angemessenes Stück zu entnehmen, um sich selbst zu erhalten.

natural reason […] tells us, that Men, being once born, have a right to their Preservation, and consequently to Meat and Drink, and such other things, as Nature affords for their subsistence

„die natürliche Vernunft […] sagt, dass die Menschen, nachdem sie einmal geboren sind, ein Recht haben auf ihre Erhaltung und somit auf Speise und Trank und alle anderen Dinge, die die Natur für ihren Unterhalt hervorbringt.“

Durch die Vermischung der Natur, die noch allen gehört, mit der eigenen Arbeit, die dem Individuum selbst gehört, ist der Mensch zur Aneignung dieses Teils der Natur berechtigt. Er selbst gibt als Beispiel die Aneignung eines vom Baum gefallenen Stückes Obst: Es gehört dem, der es aufgehoben hat, weil er es durch das Aufheben mit seiner Arbeit vermischt hat:

The labour that was mine, removing them out of that common state they were in, hath fixed my Property in them.

„Meine Arbeit, die sie dem gemeinen Zustand, in dem sie sich befanden, enthoben hat, hat mein Eigentum an ihnen bestimmt.“

An dieser Stelle der Argumentation greift Locke auf ältere Theoretiker des Privateigentums wie Hugo Grotius oder Samuel von Pufendorf zurück. Das Eigentum ist bei Locke zunächst durch mehrere Einschränkungen begrenzt: Man darf der Natur nicht mehr entnehmen, als man selbst verbrauchen kann. Andere Menschen müssen ebenfalls genug von der gemeinsam gegebenen Natur zurückbehalten, um selbst überleben zu können.
Vor allem der erstgenannte Punkt ist seines Erachtens wichtig. Es ist verboten, sich Früchte der Natur anzueignen und sie dann, im ursprünglichen Sinn des Wortes, verderben zu lassen:

As much as any one can make use of to any advantage of life before it spoils, so much he may by his labour fix a Property in: Whatever is beyond this, is more than his share, and belongs to others. Nothing was made by God for Man to spoil or destroy.

„So viel, als ein jeder zu irgendwelchem Vorteil für sein Leben nutzen kann, bevor es verdirbt, darf er sich zu seinem Eigentum machen. Was darüber hinausgeht, ist mehr als ihm zusteht, und gehört den anderen. Nichts wurde von Gott geschaffen, um zerstört zu werden.“

##### Geldtheorie: Ansammlung von Eigentum
In der zweiten Stufe, seiner Geldtheorie, legt er dar, wie die ursprüngliche, auf Subsistenz beruhende Eigentumsordnung rechtmäßig in eine kapitalistisch geprägte Eigentumsordnung übergehen kann: Es ist erlaubt, verderbliche Gaben der Natur gegen weniger verderbliche einzutauschen, also beispielsweise Äpfel gegen Nüsse. Man darf mehr Nüsse besitzen, als man aktuell braucht, solange diese nicht verderben. Über diesen Zwischenschritt erlaubt er, Naturprodukte, die man sich angeeignet hat, gegen Geld, das heißt Gold oder Silber zu tauschen:

if he would give his nuts for a piece of metal, pleased with its color, or exchange his sheep for shells, or wool for a sparkling pebble or diamond, and keep those by him all his life, he invaded not the right of others, he might heap up as much of the durable things as he pleased; the exceeding of the bounds of his property not lying in the largeness of his possessions, but the perishing of any thing uselessly in it.

„Gab er dann auch Nüsse für ein Stück Metall, dessen Farbe ihm gefiel, tauschte er seine Schafe gegen Muscheln ein oder Wolle gegen einen funkelnden Kiesel oder Diamanten, um sie sein ganzes Leben bei sich zu tragen zu können, so griff er nicht in die Rechte anderer ein, mochte er von diesen beständigen Dingen auch so viel anhäufen wie er wollte. Er überschritt die Grenzen rechtmäßigen Eigentums nicht durch Vergrößerung seines Besitzes, sondern dann, wenn irgend etwas ungenutzt umkam.“

Dies allerdings ist bei Locke kein Recht im eigentlichen Sinn, sondern entsteht durch menschliche Übereinkunft und Akzeptanz. Da Geld nicht verdirbt, darf man sich davon so viel aneignen, wie man will und kann. Damit umgeht Locke die im älteren Naturrecht entwickelte und aufrechterhaltene Schranke für das private Eigentum, ohne sie zu verletzen. Die naturrechtliche Beschränkung, dass nichts verderben darf, bleibt formal anerkannt, faktisch darf man sich aber „unendlichen“ Reichtum aufhäufen, da Geld nicht verdirbt.

#### Gesellschaftsvertrag und Regierung
Da Menschen Eigentumswerte ansammeln, nehmen auch die Ungleichheiten in der Gesellschaft zu. Im ersten Stadium sind Menschen an das gebunden, was sie persönlich produzieren und konsumieren können, die Eigentumsverhältnisse werden relativ gleich bleiben. In der fortgeschrittenen Geldwirtschaft werden die Eigentumsunterschiede beträchtlich, was zu Neid, Streitereien und häufigeren Verstößen gegen das Naturrecht führt. In der Theorie kann jeder jemanden bestrafen, der gegen das natürliche Recht verstößt. In der Praxis wird es jedoch meist das Opfer sein, das die Strafe vollstreckt. Da die Strafe aber im Verhältnis zur Tat stehen sollte und das Opfer oft die Schwere des Vergehens überschätzt, kann es hier häufig zu Überreaktionen kommen. Durch übertriebene Strafen und darauf folgende Vergeltung kommt es zu Auseinandersetzungen bis hin zum Krieg. Laut Locke schließen sich die Menschen in diesem Moment zusammen, um den Vorgang abzubrechen und die eigenen Eigentumsrechte zu beschützen.
Locke baut auf die von Thomas Hobbes aufgebrachte Theorie vom Gesellschaftsvertrag auf, wonach die Beziehung zwischen Volk und Regierung als Verhältnis einer freien bürgerlichen Eigentümergesellschaft verstanden wird. Dabei weitet er das Widerstandsrecht gegen die Regierung erheblich aus. Anders als bei Hobbes können Menschen bei Locke ihre Rechte, auch das auf Leben, ganz verwirken durch eine Tat that deserves Death (die den Tod verdient) (II, 23, I, 10).
Ausgehend von der Entwicklung des Gesellschaftsvertrages entwickelt Locke Maßstäbe, nach denen sich die Legitimität einer Regierung entscheiden lässt: Legitim sind Regierungen, welche die natürlich gegebenen Rechte des Menschen beschützen; illegitim diejenigen, die sie verletzen. Da eine illegitime Regierung danach keine Existenzberechtigung hat, ist es wiederum rechtmäßig, gegen eine solche Regierung zu rebellieren.

#### Gewaltenteilung
Noch vor Charles de Montesquieu entwickelt Locke innerhalb der zweiten Abhandlung über die Regierung (und zwar im 12. bis 14. Kapitel) eine Theorie der Gewaltenteilung. Er sieht zwei bereits im Naturzustand dem Einzelnen zugeschriebene, durch den Gesellschaftsvertrag aber abgegebene Gewalten, und zwar die Exekutive und die Föderative. Im Staat kommen die Legislative und die Prärogative hinzu. Unter Föderative versteht Locke die Gewalt, die Entscheidungen über Bündnisse und damit über Krieg und Frieden trifft, unter Prärogative eine der Exekutive zugeordnete Gewalt, die auch außerhalb des Gesetzes nach eigener Entscheidung für das öffentliche Wohl handelt.

#### Entstehung und Rezeption der Zwei Abhandlungen
Zwar hatte Locke den Leviathan Thomas Hobbes’ wahrscheinlich gelesen – es lassen sich in den Zwei Abhandlungen implizite Hinweise darauf finden –, vor allem aber war sein Buch als Erwiderung auf Robert Filmers Patriarcha, or the Natural Power of Kings konzipiert. Da die ersten Auflagen zahlreiche Druckfehler enthalten, die von Locke angemahnt wurden, ist es schwer, von einer Originalversion auszugehen. Allgemein wird heute die 4. Auflage als autorisierte Version angesehen.
Lockes Staatstheorie hat die Amerikanische Unabhängigkeitserklärung 1776, den französischen Verfassungsentwurf von 1791 sowie die gesamte Entwicklung des bürgerlich-liberalen Verfassungsstaates bis in die Gegenwart maßgeblich beeinflusst. Die Einleitung der Unabhängigkeitserklärung baut direkt auf Locke auf:

We hold these truths to be self-evident, that all men are created equal, that they are endowed by their Creator with certain unalienable Rights, that among these are Life, Liberty and the pursuit of Happiness. – That to secure these rights, Governments are instituted among Men, deriving their just powers from the consent of the governed, – That whenever any Form of Government becomes destructive of these ends, it is the Right of the People to alter or to abolish it

„Wir halten diese Wahrheiten für ausgemacht, dass alle Menschen gleich erschaffen worden, dass sie von ihrem Schöpfer mit gewissen unveräußerlichen Rechten begabt worden, worunter sind Leben, Freiheit und das Streben nach Glückseligkeit. Dass zur Versicherung dieser Rechte Regierungen unter den Menschen eingeführt worden sind, welche ihre gerechte Gewalt von der Einwilligung der Regierten herleiten; dass sobald eine Regierungsform diesen Endzwecken verderblich wird, es das Recht des Volkes ist, sie zu verändern oder abzuschaffen, und eine neue Regierung einzusetzen“

Wie Locke leitet die Unabhängigkeitserklärung die allgemeinen Menschen- und demokratischen Bürgerrechte aus dem biblischen Schöpfungsglauben ab. Sie sind theonomes, d. h. Gottesrecht betreffendes Gedankengut. Die Trias Life, Liberty and the pursuit of happiness ist eine literarisch adaptierte Version von Lockes Naturrechten auf Life, Health, Liberty and Property, wobei in den ersten Entwürfen Property auch wörtlich im Text stand und Thomas Jefferson es durch pursuit of happiness ersetzte. Bei Locke war happiness nicht nur an Besitz gebunden, er grenzte auch true happiness gegen imaginary happiness ab. Jeffersons Formel ist vieldeutiger und dadurch offen für subjektive Glücksinterpretationen.
Neben den revolutionären Politikern der damaligen Zeit beeinflusste Locke aber auch die Entwicklung der politischen Theorie maßgeblich: die von ihm zugrunde gelegten Naturrechte sind bis heute Kernbestand des Liberalismus. Ebenso lassen sich mit seinen Abhandlungen sämtliche Konzeptionen des Minimalstaats begründen, die Eingriffe der Regierung in das Leben der Menschen nur zu eng definierten Zwecken zulassen.
Die akademische Diskussion um seine Staatstheorie beeinflussten besonders Leo Strauss (1953) und C. B. Macpherson (1962). Für Strauss und seine Anhänger hat Lockes Theorie große Ähnlichkeiten mit der Thomas Hobbes. Locke habe lediglich seine Ansätze für die damalige Zeit sozial akzeptabler formuliert. Macpherson legt eine marxistisch geprägte Interpretation vor, die Locke als Apologeten des Kapitalismus sieht. Beide monieren, Lockes Werk legitimiere die unbegrenzte Eigentumsanhäufung des sich abzeichnenden Kapitalismus. Die Einschränkungen, die er macht, seien nur oberflächlich und letztlich bedeutungslos.
Andere wie James Tully interpretieren das Werk fast gegenteilig: Demnach machten das Geld und die damit verbundene Anhäufung von Reichtum sowie die darauf beruhenden Ungleichheiten die Loslösung aus dem Naturzustand notwendig. Die Einführung einer Staatsgewalt auf der Grundlage eines Gesellschaftsvertrags verhinderte den Niedergang der Menschheit.
Während Locke in seiner Arbeit mit Hilfe der Geldtheorie die Verschwendungseinschränkung des Eigentums aushebelt, geht er nur knapp darauf ein, dass jedem Menschen genug zum Überleben bleiben muss. Zu Lockes Zeiten handelte es sich dabei um kein gravierendes Problem, da mit dem neu entdeckten Amerika scheinbar unbegrenzte natürliche Schätze zur Verfügung standen. Heute, nachdem es kein Land mehr auf der Erde gibt, das nicht von jemand beansprucht wird, beschäftigt sich ein großer Teil der wissenschaftlichen Diskussion damit, wie diese Begrenzung der Ressourcen zu interpretieren ist und welche Konsequenzen sich daraus ergeben.

## Werke und Ausgaben

### Schriften (Auswahl)
- Epistola de tolerantia (A Letter Concerning Toleration), 1689 (Brief über die Toleranz)
- An Essay Concerning Humane Understanding, 1690 („Ein Versuch über den menschlichen Verstand“).
- Two Treatises of Civil Government, 1690 (Zwei Abhandlungen über die Regierung)
- Some Considerations of the Consequences of the Lowering of Interest, an the Raising of the Value of Money, 1692, 5. Aufl. 1705
- Some Thoughts Concerning Education, 1693 (Gedanken über Erziehung) –
- The Reasonableness of Christianity as Deliver’d in the Scriptures, 1695
- Of the Conduct of the Understanding, 1706

### Werkausgabe
mit einer Reihe nachgelassener Manuskripte:
- The Works, I–III, London 1704, I–X, 11. Aufl. 1812, (new ed. corrected) 1823 (Nachdruck Aalen 1963)

### Deutsche Textausgaben
- A Letter concerning Toleration
  - Ein Brief über Toleranz (englisch-deutsch), übersetzt, eingeleitet und in Anmerkungen erläutert von Julius Ebbinghaus, Meiner, Hamburg 1996, ISBN 978-3-7873-1143-9.
- An Essay Concerning Humane Understanding
  - Versuch über den menschlichen Verstand. in vier Büchern (in zwei Bänden [nach der Ausgabe Oxford 1894 neu übersetzt von C. Winkler 1911]): Bd. 1., Buch I und II. 5. Auflage, Meiner, Hamburg 2000, ISBN 978-3-7873-1555-0, Bd. 2.: Buch III und IV, 3. Auflage, Meiner, Hamburg 1988, ISBN 978-3-7873-0931-3.
- The Second Treatise of Civil Government
  - Über die Regierung (The second treatise of government), übersetzt von Dorothee Tidow. Mit einem Nachwort hrsg. von Peter Cornelius Mayer-Tasch, Reclam, Stuttgart 1974, ISBN 3-15-009691-X.
  - Zwei Abhandlungen über die Regierung, [Two Treatises of Government] übersetzt von Hans Jörn Hoffmann, hrsg. und eingeleitet von Walter Euchner, Suhrkamp, Frankfurt am Main 1977 (= stw. Band 213), ISBN 3-518-27813-4.
- Some Thoughts Concerning Education
  - Gedanken über Erziehung, übersetzt, Anmerkungen und Nachwort von Heinz Wohlers, Reclam, Stuttgart 1990, ISBN 3-15-006147-4.
- Of the Conduct of the Understanding
  - Die Leitung des Verstandes, übersetzt von Jürgen Bona Meyer, Hrsg. von Klaus H. Fischer, Wissenschaftlicher Verlag, Schutterwald, 1999, ISBN 978-3-928640-61-9.
  - Über den richtigen Gebrauch des Verstandes, übersetzt von Otto Martin, Meiner, Leipzig 1920; unveränderter Nachdruck der Ausgabe von 1920, Meiner, Hamburg 1978, ISBN 3-7873-0434-7.